# 灰黄唐加拉雀属
灰黄唐加拉雀属（学名：Poecilostreptus）是唐纳雀科下的一个属。

## 下属物种
本属包括以下物种：
- 灰黄唐加拉雀 Poecilostreptus palmeri